# Slovinci
Slovinci falu Horvátországban, a Sziszek-Monoszló megyében, közigazgatásilag Sunja községhez tartozik.

## Fekvése
Sziszek városától légvonalban 31, közúton 38 km-re délkeletre, községközpontjától 13 km-re délkeletre, a Sunja-mező nyugati szélén, a Sunjáról Hrvatska Dubicára menő főút és a Zágráb – Novszka vasútvonal mentén fekszik.

## Története
A török kiűzése után a 17. század végétől boszniai szerbekkel betelepített falvak közé tartozik. A falu 1773-ban az első katonai felmérés térképén „Dorf Szloinczy” néven szerepel. Lipszky János 1808-ban Budán kiadott repertóriumában „Szloinczi” a neve.  Nagy Lajos 1829-ben kiadott művében ugyancsak „Szloinczi” néven 48 házzal és 249 lakossal szerepel. A Petrinya központú második báni ezredhez tartozott. 1857-ben 284, 1910-ben 489 lakosa volt. A katonai közigazgatás megszüntetése után Zágráb vármegye részeként a Kostajnicai járáshoz tartozott. A délszláv háború előtt lakosságának 85%a szerb nemzetiségű volt. 1991. június 25-én a független Horvátország része lett. A délszláv háború idején szerb lakossága a szerb erőkhöz csatlakozott. A Krajinai Szerb Köztársasághoz tartozott. A falut 1995. augusztus 5-én a Vihar hadművelettel foglalta vissza a horvát hadsereg. A szerb lakosság többsége elmenekült. A településnek 2011-ben 152 lakosa volt.

## Népesség
| Lakosság változása | Lakosság változása | Lakosság változása | Lakosság változása | Lakosság változása | Lakosság változása | Lakosság változása | Lakosság változása | Lakosság változása | Lakosság változása | Lakosság változása | Lakosság változása | Lakosság változása | Lakosság változása | Lakosság változása | Lakosság változása |
| ------------------ | ------------------ | ------------------ | ------------------ | ------------------ | ------------------ | ------------------ | ------------------ | ------------------ | ------------------ | ------------------ | ------------------ | ------------------ | ------------------ | ------------------ | ------------------ |
| 1857               | 1869               | 1880               | 1890               | 1900               | 1910               | 1921               | 1931               | 1948               | 1953               | 1961               | 1971               | 1981               | 1991               | 2001               | 2011               |
| 284                | 271                | 282                | 362                | 449                | 489                | 468                | 512                | 548                | 589                | 577                | 552                | 485                | 461                | 206                | 152                |